# Darwinia collina
Darwinia collina är en myrtenväxtart som beskrevs av George Gardner. Darwinia collina ingår i släktet Darwinia och familjen myrtenväxter. Inga underarter finns listade i Catalogue of Life.